# Дампјер ле Шато
Дампјер ле Шато (фр. Dampierre-le-Château) насеље је и општина у североисточној Француској у региону Шампањ-Арден, у департману Марна која припада префектури Сент Манеу.
По подацима из 2011. године у општини је живело 96 становника, а густина насељености је износила 8,63 становника/km². Општина се простире на површини од 11,13 km². Налази се на средњој надморској висини од 175 метара.

## Демографија
| 1962. | 1968. | 1975. | 1982. | 1990. | 1999. | 2011. |
| ----- | ----- | ----- | ----- | ----- | ----- | ----- |
| 76    | 119   | 119   | 103   | 96    | 116   | 96    |

График промене броја становника у току последњих година